# 福建艦隊

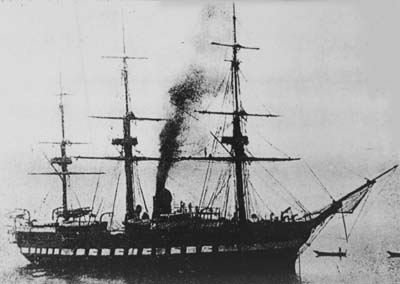
福建艦隊の旗艦揚武

福建艦隊（ふっけんかんたい）または福建水師（ふっけんすいし、満洲語: ᡶᡠᡤᡳᠶᠠᠩ ᡳ
ᠮᡠᡴᡝᡳ
ᠴᠣᠣᡥᠠ、転写：fugiyang i mukei cooha）は、清朝末期に編成された清朝海軍の4つの近代的な地域艦隊の1つである。福建省沿海と台湾の防衛を担当していた。

## 福建艦隊の変遷

### 清朝随一の軍港
清朝の近代海軍の歴史は、1863年のオズボーン艦隊に始まる（南洋水師も参照）。しかし国防を外国人に依存することが清朝内部で問題視されたためこの艦隊は1865年には早くも解散した。この国防の肝、軍艦の国産という課題を解決するため、1866年(同治5年)、左宗棠が欧米の技術援助も受けて福州の馬江に設立したのが福州船政局だった。1870年代には2000トン級の艦艇を毎年継続的に建造できる能力を有し、折から整備中だった清朝の他の三水師にも艦艇を供給した。
加えて福州船政学堂では海軍要員の育成も行われた。ここは1881年に北洋艦隊の李鴻章が天津水師学堂を設立するまで、中国唯一の海軍教育機関であった。

### 台湾出兵、そして清仏戦争
1871年(同治10年)、遭難して台湾に漂着した宮古の島民54名が原住民に殺害された (宮古島島民遭難事件)。日本政府は清朝に賠償請求したが、清朝は原住民には責任が及ばないとして責任を回避したため、1874年(同治13年)に日本は居留民保護を名目に出兵した（台湾出兵）。この時清朝海軍に日本の装甲艦「扶桑」「金剛」「比叡」に対抗できる艦はなかった。この事態に清朝の海防意識は高まり、直隷総督の李鴻章は「数千年に一度の非常事態」と上書して400万両の海軍建設予算が認められた。これによって編成された福建艦隊は、最盛期には11隻の軍艦を保有していた。
1885年(光緒11年)の清仏戦争の緒戦の馬江海戦で、アメデ・クールベはフランス極東艦隊を率いて福建艦隊を攻撃し、旗艦の揚武は魚雷により座礁、福建艦隊の9隻が撃沈されて、艦隊はほぼ壊滅した。折しも前年には左宗棠が死去したこともあって以後福建水師の政治力は低下、以後も艦艇の建造は続いたが、独立した艦隊としての活動はあまり見られなくなった。清仏戦争後、福建艦隊はたった2隻の船を補充しただけだった。
1891年(光緒17年)以降、清朝廷は支出削減によって海軍兵器の購入を取りやめた。これによって福建艦隊は艦艇と経費の両方の不足に悩まされ、艦隊の維持さえ難しくなった。日清戦争に福建水師は参加していないが、この戦争で日本海軍に鹵獲された「平遠」（広東水師から加勢した）「広丙」は福州船政局製の軍艦である。
1909年(宣統元年)、清政府は福建艦隊と広東艦隊・北洋艦隊・南洋艦隊を統合したうえで巡洋艦隊と長江艦隊に再編成した。独立した福建艦隊はここで解散した。

## 編成
| 艦名 | 艦種             | 建造              | 性能                          | 備考 |
| ---- | ---------------- | ----------------- | ----------------------------- | --- |
| 福星 | 木造砲艦         | 1870年 福州造船廠 | 排水量 515トン 速力9ノット    | 台湾に駐屯。馬江海戦で弾薬庫に被弾して爆発撃沈。                                                                         |
| 振威 | 木造砲艦         | 1872年 福州造船廠 | 排水量 572トン 速力10ノット   | 澎湖諸島に駐屯。馬江海戦で撃沈。                                                                                         |
| 伏波 | 偵察・輸送艦     | 1870年 福州造船廠 | 排水量 1,258トン 速力10ノット | 澎湖諸島に駐屯。馬江海戦で大破。後に広東艦隊に編入される。                                                               |
| 飛雲 | 偵察・輸送艦     | 1872年 福州造船廠 | 排水量 1,258トン 速力10ノット | 福州に駐屯。馬江海戦で撃沈。                                                                                             |
| 揚武 | 木製コルベット艦 | 1872年 福州造船廠 | 排水量 1,560トン 速力12ノット | 福建艦隊の旗艦。馬江海戦で座礁させられる。                                                                               |
| 斉安 | 偵察・輸送艦     | 1873年 福州造船廠 | 排水量 1,258トン 速力10ノット | 山東に駐屯。馬江海戦で撃沈。                                                                                             |
| 永保 | 偵察・輸送艦     | 1873年 福州造船廠 | 排水量 1,258トン 速力10ノット | 馬江海戦で撃沈。 |
| 琛航 | 偵察・輸送艦     | 1874年 福州造船廠 | 排水量 1,258トン 速力10ノット | 馬江海戦で撃沈されたが、引き上げ修復後に広東艦隊に編入される。                                                           |
| 建勝 | レンデル砲艦     | 1875年 福州造船廠 | 排水量 256トン 速力8ノット    | 馬江海戦で撃沈。 |
| 福勝 | レンデル砲艦     | 1875年 福州造船廠 | 排水量 256トン 速力8ノット    | 馬江海戦で撃沈。 |
| 藝新 | 河川哨戒艇       | 1876年 福州造船廠 | 排水量 245トン 速力9ノット    | 馬江海戦で座礁後、自沈。                                                                                                 |
| 横海 | スループ         | 1885年 福州造船廠 |                               | |
| 福靖 | 水雷巡洋艦       | 1893年 福州造船廠 | 排水量 2,200トン 速力17ノット | 広乙級。日清戦争中は北洋艦隊の支援に向かったが目立った活動もないまま1896年に福建に帰還。1896年に嵐により旅順港近海で沈没 |

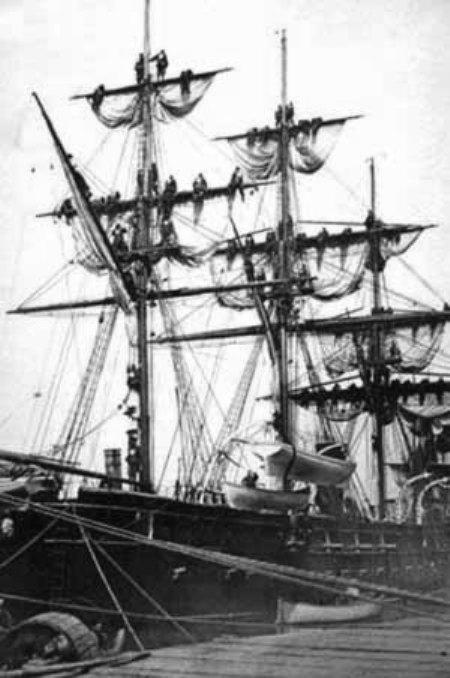
揚武
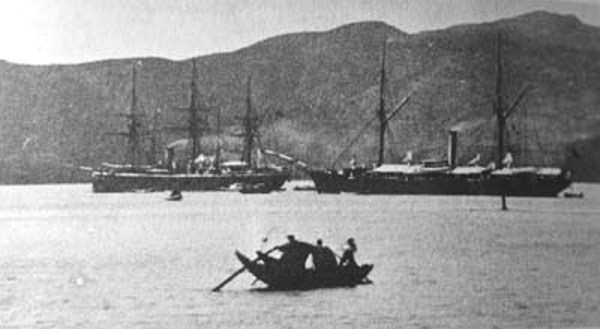
馬江海戦前夜の停泊中の福建艦隊(揚武・福星)
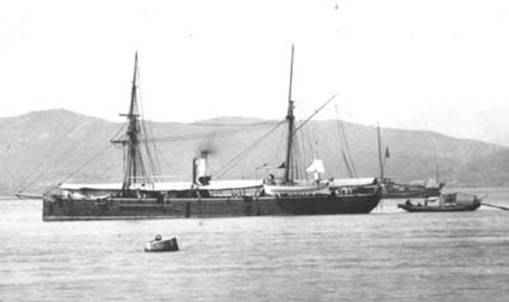
福星
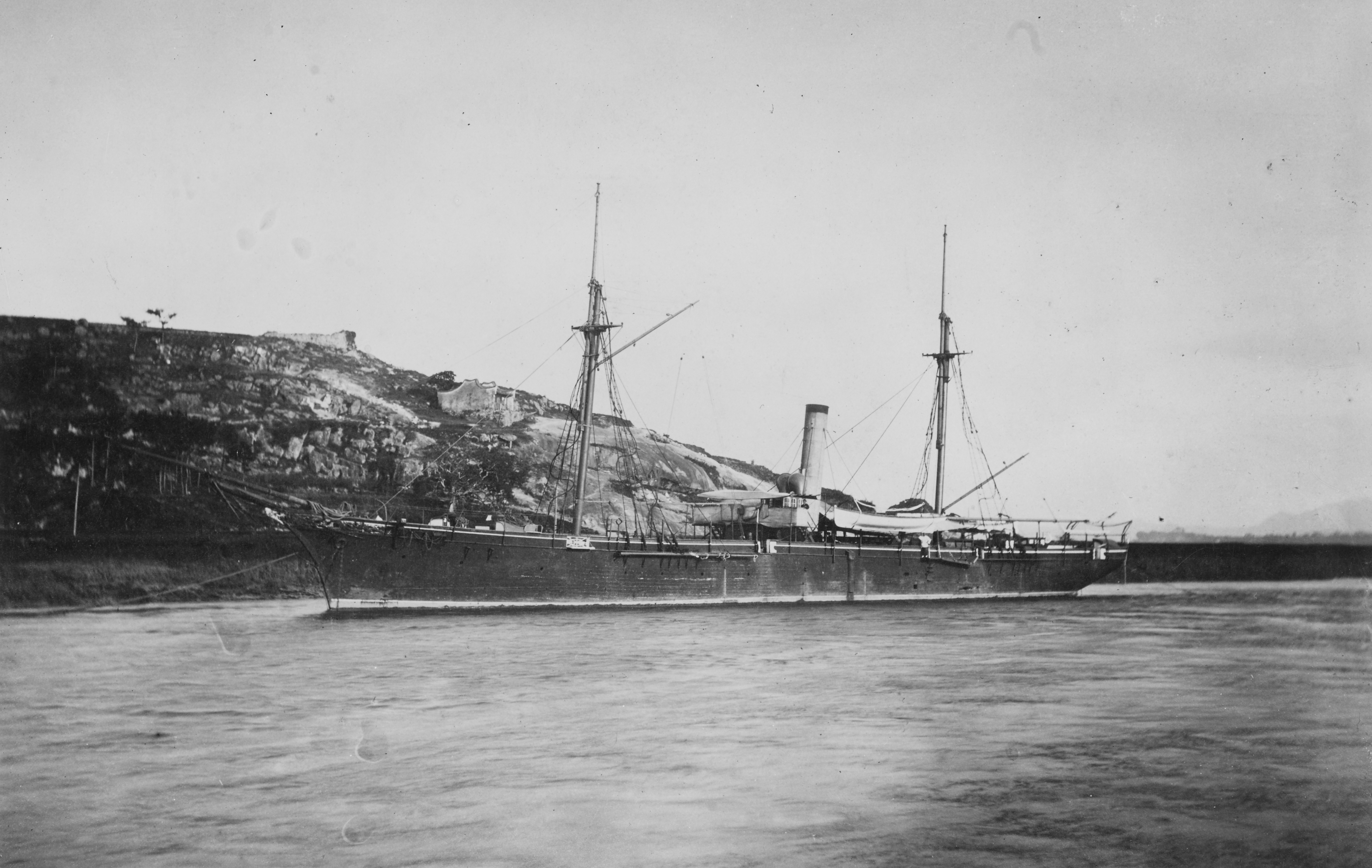
伏波
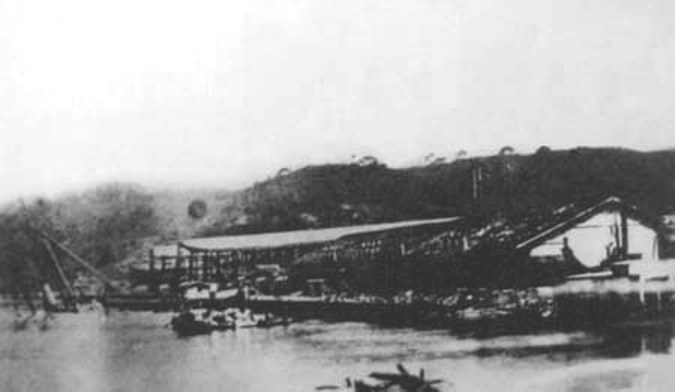
撃沈された永保
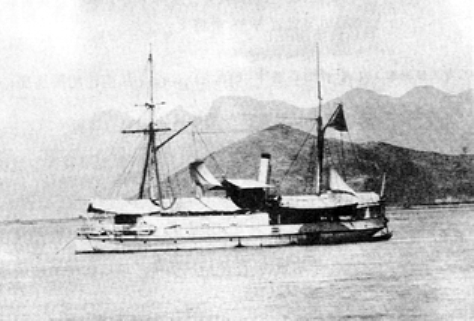
建勝
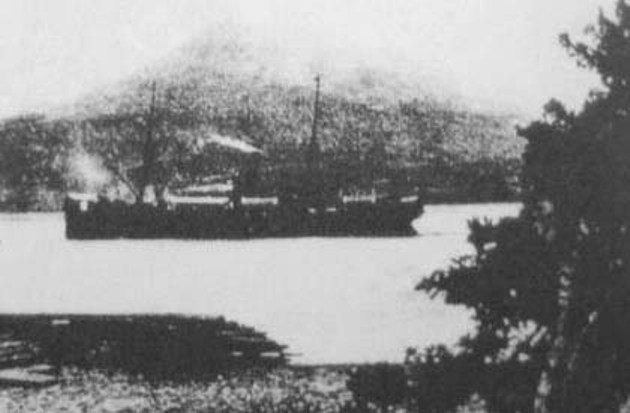
藝新

## 参考資料
- 清史稿 巻一百三十六 志一百十一 『海軍』
- 姜鳴　『龍旗飄揚的艦隊-中国近代海軍興衰史』　三連書店、2008年
- 張侠、楊志本、羅樹偉、王蘇波、張利民　『清末海軍史料』　海軍出版社、2001年